# 4684 Bendjoya
A 4684 Bendjoya (ideiglenes jelöléssel 1978 GJ) a Naprendszer kisbolygóövében található aszteroida. Henri Debehogne fedezte fel 1978. április 10-én.